# زیلاند
زِیلاند (به هلندی: Zeeland) یکی از استان‌های کشور هلند است که در جنوب غربی این کشور واقع شده‌است. مرکز این استان شهر میدل‌بورخ است.
جمعیت استان زیلاند ۳۸۰٬۰۰۰ نفر و مساحت آن در حدود ۲۹۳۰ کیلومتر مربع است که تقریباً ۱۱۴۰ کیلومتر از آن را آب و دریا تشکیل می‌دهد.
این استان از تعدادی جزیره تشکیل شده و با کشور بلژیک نیز مرز دارد. نام زیلاند به معنای «سرزمین دریا» است و بخش‌های بزرگی از این استان نیز در زیر سطح دریا واقع شده‌است.
گردشگری به ویژه ورود گردشگران آلمانی در تابستان‌ها به سواحل زیلاند از فعالیت‌های مهم اقتصادی این منطقه است. آخرین سیلاب بزرگ که باعث تلفات و آسیب‌های فراوان در زیلانت شد سیل ۱۹۵۳ دریای شمال است که باعث ساخت سازه‌های بزرگ آبی در این استان به منظور جلوگیری از سیلاب‌های بعدی شد.
نام کشور زلاند نو از نام این منطقه در هلند گرفته شده‌است. آبل تاسمان، دریانورد هلندی سرزمین نیوزلند را در سال ۱۶۴۲ کشف کرد و هلندی‌ها بعداً آن را زلاند نو (به هلندی: Nieuw Zeeland) نامیدند که در انگلیسی به صورت نیوزیلند درآمده‌است.

## مناطق
از شمال به جنوب:
- اسخاون-دایفلاند (Schouwen-Duiveland)
- تولن (Tholen)
- نورد-بیفلاند (Noord-Beveland)
- والخرن (Walcheren)، زاید بیفلاند (Zuid-Beveland)
- فلاندر زیلاند (Zeeuws-Vlaanderen)

### شهرستان‌ها
- بورسله (Borsele)
- فلیسینگن  (Vlissingen)
- خوس (Goes)
- هولست (Hulst)
- کاپله (Kapelle)
- میدل‌بورخ (Middelburg)
- نورد-بیفلاند (Noord-Beveland)
- ریمرسوال (Reimerswaal)
- Schouwen-Duiveland
- اسلایس (Sluis)
- ترنوزن (Terneuzen)
- تولن (Tholen)
- فیره (Veere)